# 홍성 고산사 석조여래입상
홍성 고산사 석조여래입상(洪城 高山寺 石造如來立像)은 충청남도 홍성군 고산사에 있는, 고려시대에 만들어진 석조여래입상이다. 2013년 4월 10일 충청남도의 유형문화재 제221호로 지정되었다.
고산사 석조여래입상은 타원형의 둥근 얼굴에 둥글게 솟은 육계가 있으며 얼굴은 마모되어 선명하지 않은 편이다. 전체적으로 편편하고 길쭉한 신체에 통견식의 대의를 입었으며 목 밑에서부터 촘촘하게 둥근 옷주름이 측면까지 이어지면서 새겨져 있다. 대퇴부에서 양 다리 사이로 신체의 굴곡이 남아 있어 전체적으로 얇은 대의를 걸쳤음을 알 수 있으며 오른손은 아래로 그냥 내리고 왼손은 가슴 위로 들어 시무외인을 하고 있다.
고산사 석조여래입상은 통견의 대의와 옷주름은 신라하대에 유행한 기본적인 형식을 따랐으며 길쭉한 신체 비례 및 밋밋한 체구 등은 고려초기의 특징을 보이고 있다.
고산사 석조여래입상은 2m가 넘는 대형의 석조불상으로 길쭉한 신체 비례에 밋밋한 신체 표현, 통견식 대의에 목 밑에서 둥글게 곡선을 그리며 흘러 내린 옷주름과 수인 형식 등에서 고려초기의 작품으로 미술사적 가치가 높다.

## 같이 보기
- 고산사

## 참고 자료
- 홍성 고산사 석조여래입상 - 국가유산청 국가유산포털